# Bangun Rejo (Belitang II)
Bangun Rejo is een bestuurslaag in het regentschap Ogan Komering Ulu van de provincie Zuid-Sumatra, Indonesië. Bangun Rejo telt 819 inwoners (volkstelling 2010).